# Aurora LightningStrike
Die Aurora LightningStrike ist ein VTOL-fähiges unbemanntes Luftfahrzeug (UAV), von dem zuerst ein maßstäblich verkleinerter Demonstrator gebaut wurde. Das endgültige Experimentalflugzeug, das nach der Einstellung des Programms nicht mehr realisiert werden konnte, sollte die US-militärische Bezeichnung XV-24 erhalten.

## Geschichte
Die LightningStrike wurde im Rahmen des DARPA-Programms VTOL X-Plane entwickelt. Aurora erhielt hierfür im Dezember 2013 einen ersten Auftrag zur Durchführung von Konzeptstudien (Programmphase 1). Mitbewerber waren dabei Boeing, ein Konsortium von Sikorsky und Lockheed Martin sowie Karem Aircraft. Die vier Unternehmen erhielten Aufträge im Wert zwischen 11 und 17 Mio. US-Dollar. Mit dem Programm sollte die Industrie Lösungen erarbeiten, die das Leistungsspektrum von VTOL-Flugzeugen in vier Bereichen erweitern: Geschwindigkeit, Wirkungsgrad im Schwebeflug (das Verhältnis von Luftfahrzeuggewicht und der notwendigen Leistung im Schwebeflug, der Wert ist abhängig von der Rotorkreisfläche), Effektivität bei Reisegeschwindigkeit und Nutzlastkapazität. Für die XV-24 waren eine Reisegeschwindigkeit von 555 bis 740 km/h und ein Nutzlastanteil von mindestens 40 % am geplanten Abfluggewicht von 4500 bis 5400 kg gefordert.
Aurora baute in der Phase 1 einen Demonstrator im Maßstab 1:5, der im September 2015 auf der Naval Air Station Patuxent River fertiggestellt wurde. Dieses Flugzeug diente vor allem der Validierung der aerodynamischen Auslegung und der Flugsteuerungssysteme. Die Tragflächen und Canards wurden aus Kohlenstofffaserverbundwerkstoffen und im 3D-Druck aus Kunststoff hergestellt. Die ersten Flüge des vollmaßstäblichen Flugzeugs plante Aurora im Jahr 2018 als Teil der Phase 3 durchzuführen.
Im März 2016 führte der Demonstrator seinen Erstflug durch. Im gleichen Monat wählte die DARPA Aurora zum alleinigen Auftragnehmer, mit einer Auftragssumme von 89,4 Mio. US-$, für die Phase 2 aus. Für diese Phase war der Bau von zwei vollmaßstäblichen Flugzeugen vorgesehen, deren Erprobung Ende 2018 beginnen sollte. Im April 2018 wurde das Programm von der DARPA jedoch beendet.

## Konstruktion
Der konstruktiven Auslegung sowohl des Demonstrators als auch des vollmaßstäblichen Flugzeugs liegt jeweils das Konzept eines Entenflugzeugs mit kippbaren Tragflächen und darin untergebrachten Mantelpropellern zugrunde. Das Luftfahrzeug gehört damit zu den Wandelflugzeugen und ähnelt mit dieser Auslegung dem in der Entwicklung befindlichen (Stand 2021) Lilium Jet.
Die LightningStrike verwendete einen verteilten hybrid-elektrischen Antrieb. In den Canardflügeln und Haupttragflächen waren beim Demonstrator insgesamt 24 Mantelpropeller vollständig integriert.
Dies entsprach auch der für die XV-24 geplanten Auslegung mit 6 Propellern in den Canards und 18 in den Haupttragflächen. Für den seriellen Hybridantrieb sollte ein im Rumpf untergebrachtes und 4020 PS leistendes Wellentriebwerk des Typs Rolls-Royce AE 1107C (T406), das auch bei der Bell-Boeing V-22 eingesetzt wird, als Antrieb für drei Generatoren dienen. Die drei je 1 MW leistenden Generatoren sollten dann die 24 Mantelpropeller über 24 einzelne Motoren mit 70 kW (Canards) bis 100 kW (Haupttragflächen) antreiben. Dadurch kann der Schub jedes einzelnen Mantelpropellers geändert werden, was dem Flugzeug eine verbesserte Manövrierfähigkeit verleihen sollte.
Das dreifach redundante Flugsteuerungssystem baute auf den bei den Aurora-Typen Centaur und Orion bereits eingesetzten Vorgängern auf.

## Technische Daten
| Kenngröße             | Planungsdaten XV-24 |
| --------------------- | --- |
| Länge                 | ca. 11,8 m |
| Spannweite            | ca. 18,2 m |
| Höhe                  | ca. 4,3 m |
| Flugmasse             | 5400 kg |
| Treibstoff            | 1360 kg |
| Nutzlast              | 680 kg |
| Höchstgeschwindigkeit | 720 km/h |
| Marschgeschwindigkeit | 555 km/h |
| Triebwerke            | Hybridantrieb: 1 × Wellenturbine Rolls-Royce AE 1107C mit 4020 PS 3 × Honeywell-Generatoren mit jeweils 1 MW die auf 24 Mantelpropeller wirken |